# Майкъл Кремо
Майкъл Кре́мо (на английски: Michael Cremo), известен също като Друтакарма Даса (Drutakarma Dasa), е американски писател, автор на бестселъри за археологията и активист на Международното общество за Кришна-съзнание (движението „Харе Кришна“).

## Биография
Майкъл Кремо е роден в град Скънъктади, щата Ню Йорк на 15 юли 1948 г.
Член е на Световния археологически конгрес и Европейската асоциация на археолозите, както и на Асоциация „Философия на науката“ и Общество „История на науката“.
През 1973 г. се присъединява към движението „Харе Кришна“ и приема името Друтакарма Даса, а след 1976 г. написва десетки статии за списанието на движението „Back to Godhead“. През 1984 г. става асистент по история и философия на науката на института Бактиведанта. Написва съвместно със Садапута Даса (Ричард Томпсън) книгите „Forbidden Archeology“ („Забранена археология“) и „The Hidden History of the Human Race“ (в буквален превод „Скритата история на човешката цивилизация“, но на български е издадена като „Тайната история на човешката цивилизация“), в които представят Вайшнавистките възгледи за археологията и Пураническия модел в противовес на юдео-християнския модел.
Той представя тези идеи пред III Световен археологически конгрес (1994 г.) и пред V Световен археологически конгрес (21 – 26 юни 2003 г.), където организира сесия от презентации на тема „История на обслужването на „-изми“ от археологията“ в раздел „Колониализъм, идентичност и обществена отговорност“ .
През годините участва в много научни конференции и симпозиуми, телевизионни и радио предавания, изнася лекции и мултимедийни презентации на много места по света – Кралския институт на Великобритания, Руската академия на науките, Дарвиновия музей в Москва, университети и колежи в: Кентъки, Оклахома, Аризона, Мериленд, Нюарк, Бъркли, Сиатъл, Лондон, Ню Кясъл, Амстердам, Лисабон, Лувеин, Берн, Гронинген, Утрехт, Гент, Варшава, Прага, Будапеща, Москва и други.

## Книги на български
- М. Кремо, Р. Томпсън; „Тайната история на човешката цивилизация“
- М. Кремо; "Човешката деволюция: ведическа алтернатива на дарвиновата теория“

## Посещения в България
Майкъл Кремо прави две официални и едно частно посещение (2006 г.) в България. Официалните му посещения са:
- през 2003 г. – за премиерата на книгата си „Тайната история на човешката цивилизация“. Появява се като гост в „Шоуто на Слави“, изнася лекции в Института по експериментална морфология и антропология – БАН, Софийски университет, Югозападен университет, НБУ.
- през 2004 г. – за издаването на втората си книга на български – „Човешката деволюция“ и отново изнася лекции в СУ, ЮЗУ, както и в Американски университет в България, в НГДЕК и Дома на техниката. Организирани са срещи с читатели в книжарници в различни градове на страната.
- През 2006 г. М. Кремо идва на неофициално посещение в страната, когато посещава с. Емона, в местността Иракли на Черно море, впечатлен от красотата на България. Посещението си през 2006 г. писателят използва за отдих и творческа дейност.
- На 12 октомври 2007 г. М. Кремо пристига за третата си официална визита в страната, посветена на лекции и срещи с читатели из цялата страна.